# Crataegus necopinata
Crataegus necopinata es una especie de planta del género Crataegus, perteneciente a la familia Rosaceae.

## Taxonomía
Crataegus necopinata fue descrita por Antonina Poyárkova en 1970.

## Distribución
Se encuentra en el territorio de Kirguistán y Tayikistán.